# Houdini (1953)
Houdini is een Amerikaanse film uit 1953 van George Marshall met in de hoofdrollen Tony Curtis en Janet Leigh.
De film is gebaseerd op het boek Houdini uit 1928 van Harold Kellock en is een geromantiseerde biografie van goochelaar en ontsnappingskunstenaar Harry Houdini (1874-1926). De film is met name gericht op de spectaculaire stunts en ontsnappingskunsten van Houdini.
Houdini was een succes in de bioscopen en ook de critici vonden het een prachtig spektakel. Het was de eerste film die het echtpaar Tony Curtis en Janet Leigh samen maakte en veel critici waren onder de indruk van de chemie tussen Curtis en Leigh.

## Verhaal
In de jaren negentig van de negentiende eeuw treedt Harry Houdini op de kermis van Coney Island in New York op als Bruto de Wildeman en als de goochelaar, de Grote Houdini. Tijdens een van zijn goocheloptredens vraagt hij een van de meisjes uit het publiek om op het toneel te komen. Het meisje, Bess, schrikt van de avances die Harry maakt tijdens zijn act. Hoewel Bess wegvlucht van het toneel is ze toch onder de indruk van de jonge artiest en al snel zien ze elkaar vaker. Van het een komt het ander en niet lang daarna trouwen Bess en Harry. Ze gaan op tournee, met Bess als de assistente van Harry, en doorkruisen het hele land. Al snel krijgt Bess genoeg van het gereis en de lage betaling en ze overtuigt Harry om een baan te nemen in een slotenfabriek. Daar test Harry nieuwe sloten en droomt ervan te ontsnappen uit een gesloten safe. Tijdens een goochelaarsdiner wint Harry een prijs voor een ontsnapping uit een dwangbuis. Die ontsnappingspoging smaakt naar meer en Houdini droomt alweer van het theater. Maar Bess vraagt hem om de prijs (een bootreis naar Europa) om te zetten in een geldbedrag, als aanbetaling op een huis. Maar Harry blijft dromen van ontsnappingstechnieken en Bess geeft uiteindelijk toe. Ze varen gezamenlijk naar Europa en treden op in een theater in Londen. Houdini wordt uitgedaagd om te ontsnappen uit de nieuwe zwaarbeveiligde cellen van Scotland Yard. Als Harry dit zonder al te veel moeite voor elkaar krijgt is zijn kostje gekocht en begint hij met Bess aan een Europese theatertournee. In Duitsland gaat hij op zoek naar de beroemde goochelaar en ontsnappingskunstenaar Von Schwerin. Maar de man is recent overleden. De assistent van Von Schwerin, Otto, wordt de nieuwe assistent van Houdini en reist met hem en Bess naar New York. Daar blijkt niemand Harry Houdini te kennen en als publiciteitsstunt laat hij zich in een dwangbuis aan de vlaggenmast van een wolkenkrabber hangen. Tijdens een nieuwe ontsnappingsstunt wordt Harry in een kist neergelaten in de bevroren Detroitrivier. Het touw dat de kist naar beneden takelt, breekt echter en de kist met Houdini verdwijnt in de rivier. Hij weet zich te bevrijden, maar beleeft angstige momenten bij het zoeken naar een wak in het dichtgevroren water. Op zeker moment lijkt het alsof zijn moeder hem roept en vindt Harry een wak. Als hij later bijkomt van zijn ijzige avontuur hoort hij dat zijn moeder is overleden omstreeks de tijd dat hij in het water lag. Twee jaar later vertelt Harry aan een journalist dat hij niet meer heeft opgetreden sinds zijn moeders dood en dat hij contact zoekt met haar geest. Hij nodigt de journalist uit op een seance, waar hij het medium ontmaskert als een bedrieger. Na zijn kruistocht tegen valse mediums gaat Harry het toneel weer op. Hij heeft een nieuwe truc, de marteling in de onderwatercel. De stunt is erg gevaarlijk en Bess is in alle staten, zeker omdat Harry last heeft van een ongeluk. In de dagen voor de voorstelling heeft hij zijn blindedarm beschadigd aan een toneelzwaard. Ze waarschuwt Harry dat ze hem zal verlaten als hij hiermee doorgaat. Harry buigt voor haar dreigement, maar als hij op toneel staat, roept het publiek om de aangekondigde truc. Ondanks het feit dat hij last heeft van zijn blindedarm laat Houdini zich in een dwangbuis stoppen en ondersteboven in de tank neerlaten. Maar Harry's blindedarm scheurt en hij kan de ontsnapping niet uitvoeren. Een wanhopige Otto breekt het glas van de tank en haalt Houdini eruit. Maar het is te laat en de grote Houdini sterft op het toneel in de armen van Bess.

## Rolverdeling
| Acteur         | Personage                            |
| -------------- | ------------------------------------ |
| Tony Curtis    | Harry Houdini                        |
| Janet Leigh    | Bess Houdini                         |
| Angela Clarke  | mevrouw Weiss, de moeder van Houdini |
| Torin Thatcher | Otto                                 |
| Michael Plate  | Dooley                               |
| Sig Ruman      | Schultz                              |

## De echte Houdini contra de filmversie
Al in 1954 schreef Milbourne Christopher in het januarinummer van het Magazine of the Society of American Magicians dat de film Houdini een loopje neemt met de feiten. Het was zonder meer een spectaculaire film geworden maar het leven van Harry Houdini was toch minder romantisch dan in de film wordt getoond. Overigens zou Houdini zelf de film prachtig gevonden hebben. Hij hield ervan zijn leven te dramatiseren, de feiten op te kloppen en zelfs te verzinnen. Wat de film goed in beeld weet te brengen is de moederfixatie van de hoofdpersoon en zijn voorliefde voor het bovennatuurlijke. Wel worden deze zaken dan weer zo gedraaid dat ze passen in de kunstmatige plot van Houdini die zijn carrière bijna opgeeft om in contact te komen met zijn overleden moeder. Allereerst overleed Houdini's moeder in 1913 toen hij optrad in Europa en niet in de VS zoals de film ons wil doen geloven. Ten tweede stopte Houdini niet twee jaar met zijn carrière na zijn moeders dood zoals de film suggereert. Wel woonde Houdini zeker seances bij en ontmaskerde hij diverse mediums. Hij was geïnteresseerd in spiritisme, maar raakte teleurgesteld door het veelvuldige bedrog tijdens seances. Ook andere feiten worden gedraaid om ze te laten passen in het romantische verhaal rond Houdini en zijn vrouw Bess. In de film wordt gesuggereerd dat Bess haar man niet wilde laten optreden en dat hij uiteindelijk toch het toneel opging. Hierna gaf ze toe en kocht kaartjes voor de boot naar Europa voor een tournee. In werkelijkheid verslapte de aandacht voor Houdini na enkele successen in de VS en beproefde de goochelaar zijn succes in Europa. Minder romantisch, minder dramatisch dan de werkelijkheid. Ook het einde van Houdini was een stuk minder dramatisch dan de film de kijker wil wijsmaken. In de film sterft Houdini op het toneel in de armen van zijn vrouw. Tijdens een ontsnappingsstunt in een watertank is zijn blindedarm gescheurd en verdrinkt de goochelaar bijna. De echte dood van Houdini was veel minder spectaculair. Houdini overleed in het ziekenhuis aan een verwaarloosde blindedarmontsteking. Zelfs het verhaal dat de ontsteking het gevolg zou zijn geweest van een aantal stompen in zijn maag klopt niet. Volgens een hardnekkige mythe zou Houdini iemand hebben toegestaan om zijn buikspieren te beproeven op hun sterkte door er hard op te slaan. Omdat de man al sloeg voordat Houdini zijn spieren kon spannen, scheurde zijn blindedarm en overleed hij later. Moderne medici betwijfelen echter of de harde slagen de ontsteking veroorzaakt hebben. Houdini werd in ieder geval in 1926 opgenomen in een ziekenhuis met een ontstoken blindedarm. De blindedarm werd succesvol verwijderd, maar had al infectie veroorzaakt. In 1926 bestond er nog geen antibiotica en de artsen konden de infectie in de buikholte niet bestrijden. Houdini stierf in het ziekenhuis op 31 oktober 1926, de dag van Halloween (Allerzielen) in de VS. Ter ere van Houdini wordt 31 oktober in goochelaarskringen nog altijd gevierd als "Internationale magiedag". In de film kon men het niet laten om Houdini op het toneel te laten sterven tijdens een Halloweenvoorstelling.

## Voorgeschiedenis
Al in 1935 wilde Paramount het leven van Houdini verfilmen, maar het duurde tot 1944 voordat er een serieuze poging werd gedaan. Producent Dore Schary had plannen voor een verfilming voor Vanguard Pictures met Gary Moore als Houdini en William Dieterle voor de regie. Maar het project werd afgeblazen en in 1950 kochten de vastgoedhandelaren Joseph Raboff en Earl Cohen de rechten van het boek Houdini van Harold Kellock alsmede de rechten op het levensverhaal van Houdini van diens nabestaanden. Producent Endre Bohem zou het project in 1951 produceren onder de titel The Life Story of Harry Houdini. Stephen Longstreet schreef het scenario en John Garfield en Lee J. Cobb werden aangezocht voor de hoofdrollen. Ook dit project kwam niet uit de voorbereidingsfase. In september 1951 kocht Paramount de rechten over van het boek van Kellock en huurde George Pal in voor de productie.

### Acteurs
In juni 1951 waren Tony Curtis en Janet Leigh getrouwd. Het publiek was gefascineerd door de glamouruitstraling van het jonge stel en het leek Paramount een goed idee om Curtis en Leigh te casten voor de hoofdrollen van Houdini. Noch Curtis, noch Leigh leken op de personages die ze moesten spelen, maar het waren allebei publiekstrekkers en helemaal als ze werden gecast als stel. Paramount moest wel diep in de buidel tasten want het stel stond onder contract bij verschillende studio's. Curtis bij Universal en Leigh bij M-G-M. Paramount huurde de acteurs in tegen een fiks bedrag, waarvan Curtis en Leigh overigens niets terugzagen, zij kregen hun gewone salaris.

## Productie
De film werd opgenomen onder rustige omstandigheden. Er heerste een ontspannen sfeer op de set, waarbij ruimte was voor grapjes onder elkaar. Janet Leigh schreef in haar autobiografie There Really was a Hollywood dat ze tijdens een zeer dramatische scène bij de watertank als regieaanwijzing kreeg om verder weg te gaan staan van Curtis. Hoewel ze het vreemd vond dat ze haar echtgenoot bijna toe moest schreeuwen voldeed Leigh aan dit verzoek en kreeg vervolgens diverse emmers water over zich heen. Ze was kletsnat en de opnames van de scène moesten twee uur worden stilgelegd. Het was een grapje waar het hele team aan had meegewerkt, inclusief haar man. Hoewel Leigh enorm geschrokken was, kon ze er wel de humor van inzien. Voor de film was het belangrijk dat Curtis door kon gaan voor een goochelaar. Hij kreeg intensieve begeleiding van goochelaar George Boston. Vier maanden lang trainde Curtis iedere dag ontsnappingskunsten, kaarttrucs en illusies. Curtis kreeg er lol in en bleef zijn hele leven een goede amateurgoochelaar. Hij werd zelfs toegelaten tot de Magicians Society in de VS. Voor de verschillende trucs en illusies die in de film te zien zijn, was de hulp ingeroepen van Joseph "Joe" Dunninger, een goochelaar en illusionist die veel van Houdini's trucs had geërfd van Bess Houdini na haar dood in 1943. Het lukte overigens slecht om de illusies live op te nemen. Alleen de ontsnapping uit de hutkoffer, "Metamorphosis" genaamd, werd direct voor de camera opgenomen zonder enige montage. De rest van trucs en illusies werd beetje bij beetje opgenomen en later gemonteerd.

## Opvolgers
ABC television bracht op 8 oktober 1976 de tv-film The Great Houdini met Paul Michael Glaser als Houdini en Sally Struthers als Bess. De regie was in handen van Melville Shavelson. Harvey Keitel speelde Houdini in 1997 in Fairy Tale: A True Story, terwijl Johnathon Schaech hem speelde in de TNT-televisiefilm Houdini op 6 december 1998.